# Radioåret 1981

## Händelser

### December
- 17 december - Sveriges riksdag beslutar att ge radio- och TV-tillverkaren Luxor AB kapitaltillskott på 175 miljoner SEK.[1]

## Radioprogram

### Sveriges Radio
- 15 augusti - TT-nyheter skickas för 90 000:e gången ut i etern.[1]
- 1 december - Årets julkalender är Jakten på julen.[2]
- december - Sången Mer jul skapas och sänds i Eldorado i SR P3.

## Födda
- 21 mars - Kristoffer Svensson, svensk programledare.
- 15 juni - Kodjo Akolor, svensk programledare.

## Avlidna
- 18 februari – Gösta Nordgren, Snoddas, 54, svensk sångare, flottare och bandyspelare, berömd för att han 1952 sjöng "Flottarkärlek" i Sveriges Radio.

### Fotnoter
1. 1 2   Horisont 1981. Bertmarks
2. ↑  ”1981, Jakten på julen”. Sveriges Radio. http://sverigesradio.se/barn/julkalendrar/1981.stm. Läst 31 augusti 2015.